# Huracán Helene (2024)
El huracán Helene fue un poderoso huracán de gran diámetro que devastó el sureste de los Estados Unidos a finales de septiembre de 2024, siendo el más poderoso en golpear la región del Big Bend de la Florida, ubicado en dicho país. Es el huracán más mortal en golpear territorio estadounidense desde el huracán María en 2017, y es el más mortal en golpear los Estados Unidos continentales desde el huracán Katrina en 2005.
Es la octava tormenta nombrada, el quinto huracán y el segundo huracán mayor de la temporada de huracanes del Atlántico de 2024. Helene se originó a partir de una amplia zona de baja presión al oeste del mar Caribe a finales de septiembre, con el Centro Nacional de Huracanes comenzando su vigilancia el 17 de septiembre. Más tarde, el 24 de septiembre logró consolidarse lo suficiente como para convertirse en tormenta tropical cerca de la península de Yucatán, recibiendo así el nombre de "Helene". 
Las condiciones favorables del entorno conllevaron a un fortalecimiento gradual en el sistema, convirtiéndose en huracán temprano el 25 de septiembre. Esta tendencia continuó y finalmente entró en una fase de rápida intensificación, logrando alcanzar la categoría cuatro la tarde del día siguiente. Durante la tarde del 26 de septiembre, Helene tocó tierra en su pico de intensidad sobre la región del Big Bend de la Florida, cerca de Perry, Florida, con vientos máximos sostenidos de 220 km/h (140 mph). El ciclón terminó por debilitarse rápidamente al adentrarse a tierra antes de degradarse a una baja remanente sobre Tennessee el 27 de septiembre, permaneciendo estacionaria sobre el estado hasta disiparse el 29 de septiembre.
En vista de la espera por la llegada de Helene, tanto los gobernadores de Florida y Georgia declararon un estado de emergencia debido al gran impacto de podría causar atribuyéndose a la violenta marejada ciclónica y las ráfagas de viento con fuerza de huracán que se preveían en zonas lejos de la costa como en la ciudad de Atlanta. Helene también fue responsable de causar inundaciones catastróficas debido a las lluvias torrenciales, particularmente al oeste de Carolina del Norte, al este Tennessee y al suroeste de Virginia. Al mismo tiempo, se registró la formación de numerosos tornados por el paso de la tormenta. Más de 200 muertes han sido atribuidas a Helene.

## Historia meteorológica
El 17 de septiembre, el Centro Nacional de Huracanes comenzó a vigilar una zona con posible desarrollo de ciclogénesis tropical al occidente del Mar Caribe. Varios días después, durante el 22 de septiembre, una amplia perturbación mostró signos de organización al encontrarse en un entorno favorable para el desarrollo de un ciclón tropical logrando consolidar gradualmente mayor actividad convectiva. Debido a la amenaza inminente a tierra, el sistema fue denominado como el "Ciclón Tropical Potencial Nueve" el 23 de septiembre. El día siguiente, un avión cazahuracanes voló hacia la tormenta, encontrando así un núcleo bien definido y vientos sostenidos de 70 km/h (45 mph); llevando al Centro Nacional de Huracanes a designar al sistema como la "Tormenta Tropical Helene" a las 15:00 UTC. El ciclón continuó intensificándose, con la Oficina Nacional de Administración Oceánica y Atmosférica (NOAA) y la Fuerza Aérea de los Cazahuracanes notando vientos máximos sostenidos de 130 km/h (80 mph) alcanzando la categoría de huracán a las 15:00 UTC el 25 de septiembre mientras se dirigía al norte, adentrándose al Golfo de México. Una vaguada en altura al oeste del sistema y una cuña de alta presión localizada sobre suroriente de los Estados Unidos influyeron en la trayectoria del ciclón, tomando un rumbo hacia la Costa del golfo de Estados Unidos. Helene fue un sistema con un diámetro muy amplio, esto derivando con el Centro Nacional de Huracanes mencionando en distintas discusiones de pronóstico que el radio pronosticado de la tormenta era "90% más grande en comparación al tamaño de otros huracanes en latitudes similares".
Luego de permanecer con casi la misma intensidad durante un tiempo debido a su diámetro tan amplio y a la intrusión de 
aire seco por el cuadrante oeste de la tormenta, Helene comenzó a intensificarse rápidamente en la mañana del 26 de septiembre – contando circunstancialmente con altas temperaturas en la superficie del mar excediendo los 30 °C, una humedad relativa decente y bajo viento cortante en el ambiente – formando así un ojo bien definido, alcanzando la categoría 2 a las 12:00 UTC. Continuando con esta tendencia, un avión cazahuracanes logró notar que Helene se había convertido en huracán mayor a las 18:25 UTC, llegando cuatro horas después a la categoría 4. Esa misma noche, el huracán alcanzó su pico de intensidad con vientos máximos sostenidos de 220 km/h (140 mph) y una presión mínima de 938 milibares (27.7 inHg) tocando tierra a las 03:10 UTC el 27 de septiembre al este de la desembocadura del Río Aucilla, a 16 kilómetros al suroeste de la ciudad de Perry, Florida,convirtiéndose en el huracán más fuerte registrado en golpear la zona del Big Bend de la Florida.
Horas más tardes, se dio un debilitamiento rápido de la tormenta mientras se adentraba en tierra y en su llegada al estado de Georgia a las 05:00 UTC del siguiente día, la tormenta se degradó a un huracán de categoría 2. Continuando con la tendencia, horas después, terminó convirtiéndose en tormenta tropical sobre el este de Georgia.

## Preparaciones

### México
Se emitieron avisos de tormenta tropical el 23 de septiembre sobre el oriente de la Península de Yucatán. Se decretó alerta azul en partes de Quintana Roo y Yucatán, indicando un impacto indirecto por parte de Helene. Luego se elevó a alerta roja que representa el máximo riesgo. Se canceló el arribo de cruceros a los antiguos puertos del estado estipulados para el 24 y el 25 de septiembre. También se cerró el Tren Maya temporalmente. Se abrieron dos refugios en Isla Mujeres. Se evacuaron zonas vulnerables. Se ofreció un viaje en ferri para los visitantes de la Isla Holbox sin ningún costo para evacuarla. Se suspendieron las clases en Quintana Roo.

### El Caribe

#### Islas Caimán
Las Islas Caimán fueron puestas bajo aviso de tormenta tropical el 24 de septiembre. Se abrió el refugio de la Cruz Roja de la isla en preparaciones para la tormenta; sin embargo, no hubo refugiados. Se abrieron locales con costales de arena puestos a la venta en Gran Caimán y en Caimán Brac. Debido a las lluvias torrenciales, se suspendieron las clases en las Islas Caimán el 23 de septiembre. El Aeropuerto Internacional Charles Kirkconnell y el Aeropuerto Internacional Owen Roberts cerraron operaciones temporalmente debido a la llegada de Helene. Se desplegaron unidades del Regimiento de las Islas Caimán con el fin de colaborar con las preparaciones y distribuir costales de arena. Además, se emitieron avisos para las embarcaciones pequeñas alrededor de las islas el 23 de septiembre, con un aviso de riesgo marino emitido el siguiente día. La advertencia de tormenta tropical sería más tarde suspendida.

#### Cuba
Se emitieron avisos de tormenta tropical y vigilancias de huracán para el occidente de Cuba. Se movilizaron brigadas médicas hacia zonas vulnerables a inundaciones. Las autoridades cubanas cerraron temporalmente escuelas y suspendieron actividades portuarias y pesqueras. Debido a las condiciones meteorológicas adversas causadas por Helene, la Empresa provincial de Transporte de La Habana suspendió los viajes en ferri en Regla. Asimismo, la Administración Marítima de Cuba suspendió la navegación en el Golfo de Batabanó.

### Estados Unidos
| Rank | Huracán | Año  | Daños totales  |
| ---- | ------- | ---- | -------------- |
| 1    | Katrina | 2005 | $125 billones  |
| 1    | Harvey  | 2017 | $125 billones  |
| 3    | Ian     | 2022 | $112 billones  |
| 4    | Maria   | 2017 | $90 billones   |
| 5    | Helene  | 2024 | $78.7 billones |
| 6    | Ida     | 2021 | $75 billones   |
| 7    | Sandy   | 2012 | $65 billones   |
| 8    | Irma    | 2017 | $52.1 billones |
| 9    | Milton  | 2024 | $34.3 billones |
| 10   | Ike     | 2008 | $30 billones   |

La Asociación de Ferrocarriles Estadounidenses, Amtrak, canceló o modificó distintas rutas en trenes al sureste de los Estados Unidos estipuladas durante el 26 al 28 de septiembre a causa de la tormenta.

#### Florida
Se emitieron avisos de huracán para la región del Big Bend de Florida, con casi toda la Florida (a excepción del extremo occidental del Panhandle de la Florida) declarada bajo advertencia de tormenta tropical. Adicionalmente, en la tarde del 26 de septiembre, se emitió un aviso de vientos extremos para la parte este del Panhandle, el primero desde el Huracán Idalia. El 23 de septiembre, el gobernador Ron DeSantis declaró estado de emergencia para 41 condados. Al siguiente día, se extendió a 61 condados. El presidente de los Estados Unidos Joe Biden autorizó una declaración federal de desastre para los 61 condados de los 67 que conforman la Florida. El condado de Volusia declaró un estado de emergencia local. Se abrieron distintas bodegas a lo largo de arena para la adquisición de costales de arena. El 24 de septiembre, varios parques estatales fueron cerrados, cuatro de ellos en el condado de Franklin, dos en el condado de Gulf, y uno en el condado de Gadsen.
En el área de la bahía de Tampa, las autoridades anunciaron que las escuelas cerrarían durante la tormenta. Un juego de fútbol estudiantil entre la Universidad de Florida A&M y la Universidad de Alabama A&M que estaba programado para el fin de semana de los días 28–29 de septiembre fue postergado hasta el 29 de noviembre a causa de Helene. En la Universidad Estatal de Jacksonville de la Florida se cancelaron las clases y las actividades en el campus durante dos días. La Misión del SpaceX Crew-9, que estaba estipulada a lanzarse desde la Estación de la Fuerza Espacial de Cabo Cañaveral el 26 de septiembre, fue aplazada debido a la tormenta. El jardín botánico y Zoológico de Florida Central planeó cerrar temporalmente durante el 26 de septiembre y cancelar los eventos programados para esa fecha. Las universidades de Florida Central, Aeronáutica de Embry-Riddle, Florida, Florida A&M, Costa del Golfo de Florida, Universidad Estatal de Florida, Keiser, Lynn, Universidad del Norte de Florida, Universidad del Sur de Florida y Stetson anunciaron el cierre de sus campus y suspendieron operaciones académicas. El condado de León habilitó escuelas para ser utilizados como refugios.
El 24 de septiembre, el condado de Citrus emitió una orden de evacuación obligatoria para la zona A, que incluye áreas costeras en las comunidades de Crystal River y Homosassa. También se ordenaron evacuaciones obligatorias en el condado de Wakulla tanto para residentes del cómo para quienes estuviesen de visita en el lugar, mientras que se ordenaron evacuaciones obligatorias en el condado de Hernando para quienes se encontraran al oeste de la Ruta 19 y en las zonas bajas o costeras, sobre todo a quienes estuvieran viviendo en casas prefabricadas. En el condado de Wakulla no se evacuaron dos cárceles que combinadas albergan a 2500 reclusos a pesar de la orden de evacuación emitida. Se emitió una orden de evacuación obligatoria en el condado de Gulf y en otros sectores como el condado de Charlotte y el condado de Franklin, se ordenaron evacuaciones obligatorias para las islas barrera, zonas bajas y costeras para los residentes viviendo en casas prefabricadas o casas que no siguieran los códigos de construcción del estado. En el condado de Sarasota, las autoridades emitieron una orden de evacuación para el nivel A y comunidades con casas prefabricadas el 25 de septiembre.
El parque temático Busch Gardens de la bahía de Tampa, el Aeropuerto Internacional de San Petersburgo–Clearwater y el Aeropuerto Internacional de Tampa cerraron el 26 de septiembre. Más allá al norte, el Aeropuerto internacional de Tallahassee cerró operaciones el mismo día.

#### Georgia

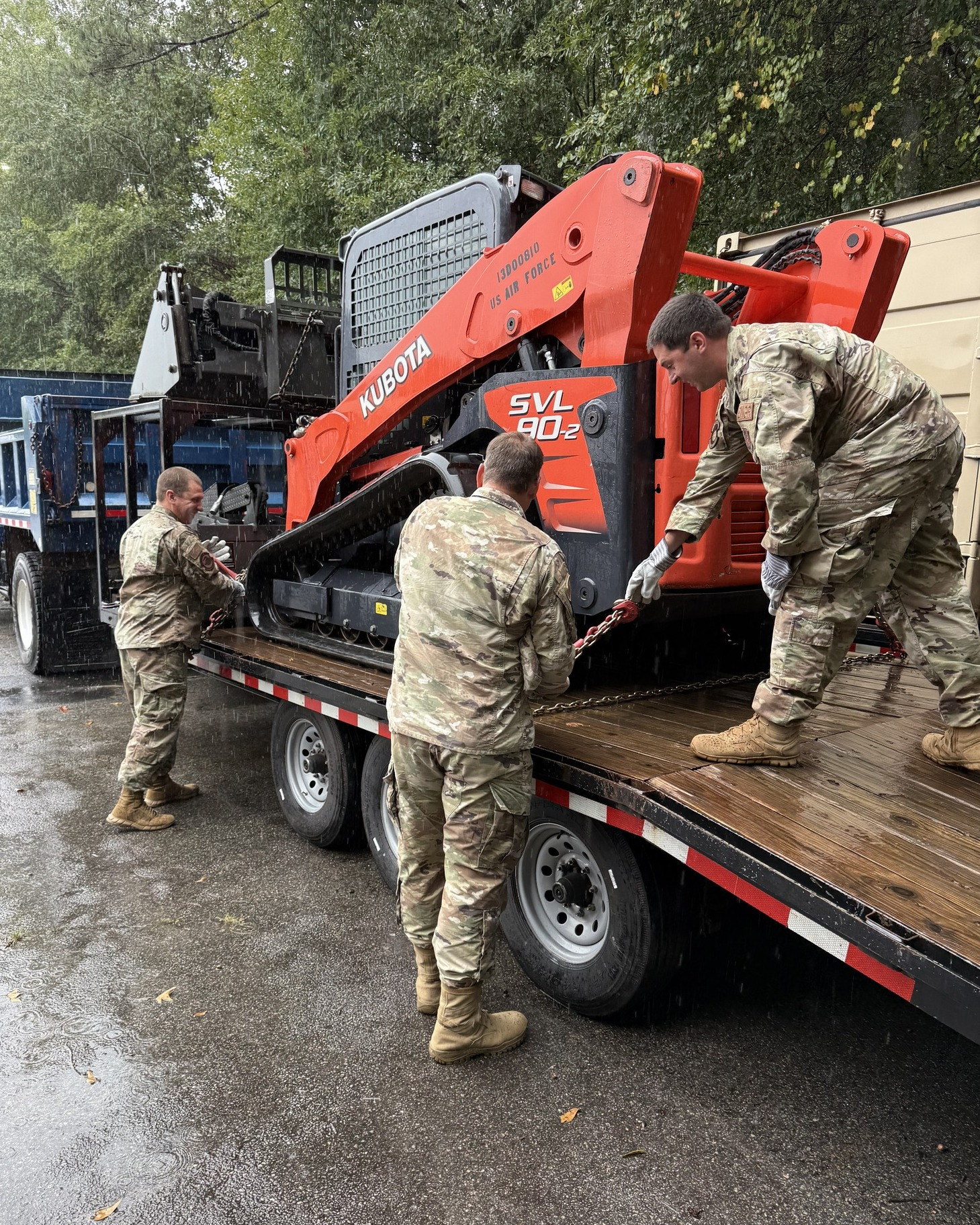
Preparaciones por parte de la Guardia Nacional de Georgia para el huracán Helene.

La costa de Georgia fue declarada bajo aviso de tormenta tropical mientras que el suroccidente del estado fue puesto bajo aviso de huracán, aviso que posteriormente sería decretado en todo el estado. Adicionalmente, en la noche del 26 de septiembre, se emitió un aviso de vientos extremos para la parte de sur de Georgia, incluyendo Valdosta. El 24 de septiembre, en preparaciones por Helene, las autoridades de los condados de Bryan, Candler y Chatham habilitaron centros de movilización en respuesta a emergencias. Los condados de Colquitt, Thomas y Decatur abrieron refugios. Al mismo día, el gobernador Brian Kemp decretó un estado de emergencia para Georgia debido a que se esperaba el paso de Helene por el estado. En el condado de Thomas, el Departamento Público de Trabajo comenzó a proveer sacos de arena a causa de la tormenta.
El 25 de septiembre, las clases fueron suspendidas en los condados de Bibb y Twiggs. Atlanta instó a que los estudiantes y trabajadores no esenciales usaran plataformas en línea. En otras partes del estado, en las escuelas del condado de Clayton, se cancelaron eventos de atletismo tanto al aire libre como en el interior de las instalaciones. La Costa Nacional de la Isla Cumberland y el Monumento Nacional Fort Pulaski cerraron el 25 de septiembre en preparaciones para el huracán. Los Braves de Atlanta postergaron sus dos juegos restantes en una serie contra los Mets de Nueva York para el 30 de septiembre en una doble cartelera. Se declararon toques de queda en varias localidades el 26 de septiembre.La universidad Emory trasladó las clases en línea para el 26 y el 27 de septiembre.

#### Carolina del Sur
Todo el estado de Carolina del Sur fue puesto bajo aviso de tormenta tropical. El gobernador Henry McMaster decretó un estado de emergencia para Carolina del Sur. El [parque nacional Congaree]] fue cerrado el 26 de septiembre hasta el 27 de septiembre debido a Helene.

#### Carolina del Norte
Se emitió aviso de tormenta tropical para el occidente del estado de Carolina del Norte. El gobernador Roy Cooper declaró estado de emergencia para Carolina del Norte. Tanto el parque estatal de Gorges y el parque estatal Mount Mitchell fueron cerrados debido a la tormenta, con un cierre también dado en la Vía Blue Ridge.

#### En algunas partes
Algunas partes de Indiana y Ohio fueron puestas bajo alertas de fuertes vientos, como resultado de los remanentes de la tormenta, produciendo vientos que alcanzaban velocidades de entre 15–56 km/h, así como también posibles vientos racheados de hasta 80 km/h.
En Alabama, los condados de Henry y Houston fueron puestos bajo aviso de huracán. También se emitió aviso de tormenta tropical para otros condados al oriente del estado. Distintos distritos escolares en Alabama cancelaron clases o terminaron temprano en preparaciones para Helene. Un estado de emergencia fue aprobado por el presidente Joe Biden.
En Virginia, el gobernador Glenn Youngkin emitió un estado de emergencia. La Fuerza de Tarea de Virginia de Búsqueda y Rescate Urbano 1 junto a la Fuerza de Tarea de Maryland de Búsqueda y Rescate Urbano 1 fueron desplegadas por el huracán Helene.
En Louisville, Kentucky, se canceló el festival de música "Louder Than Life" debido a los fuertes vientos.

## Impacto

### Honduras
Honduras experimentó lluvias torrenciales como consecuencia del Giro Centroamericano, del cual se originó Helene.Como resultado, el Río Goascorán provocó inundaciones en las comunidades cercanas ubicadas en zonas bajas en los departamentos de Valle y Choluteca, llegando a 1.30 metros de altura. Se declaró estado de emergencia en San Marcos de Colón, Choluteca por los daños causados a causa del fenómeno natural. Se estima que cerca de 30 casas fueron afectadas en la comunidad de El Cubulero, en Alianza, Valle. 120 familias fueron afectadas en Marcovia, Choluteca producto del alto oleaje adentrándose a la costa, conllevando en al menos una casa destruida. En El Paraíso, las lluvias dejaron a varias comunidades incomunicadas y a 50 personas refugiadas por las fuertes inundaciones.

#### México

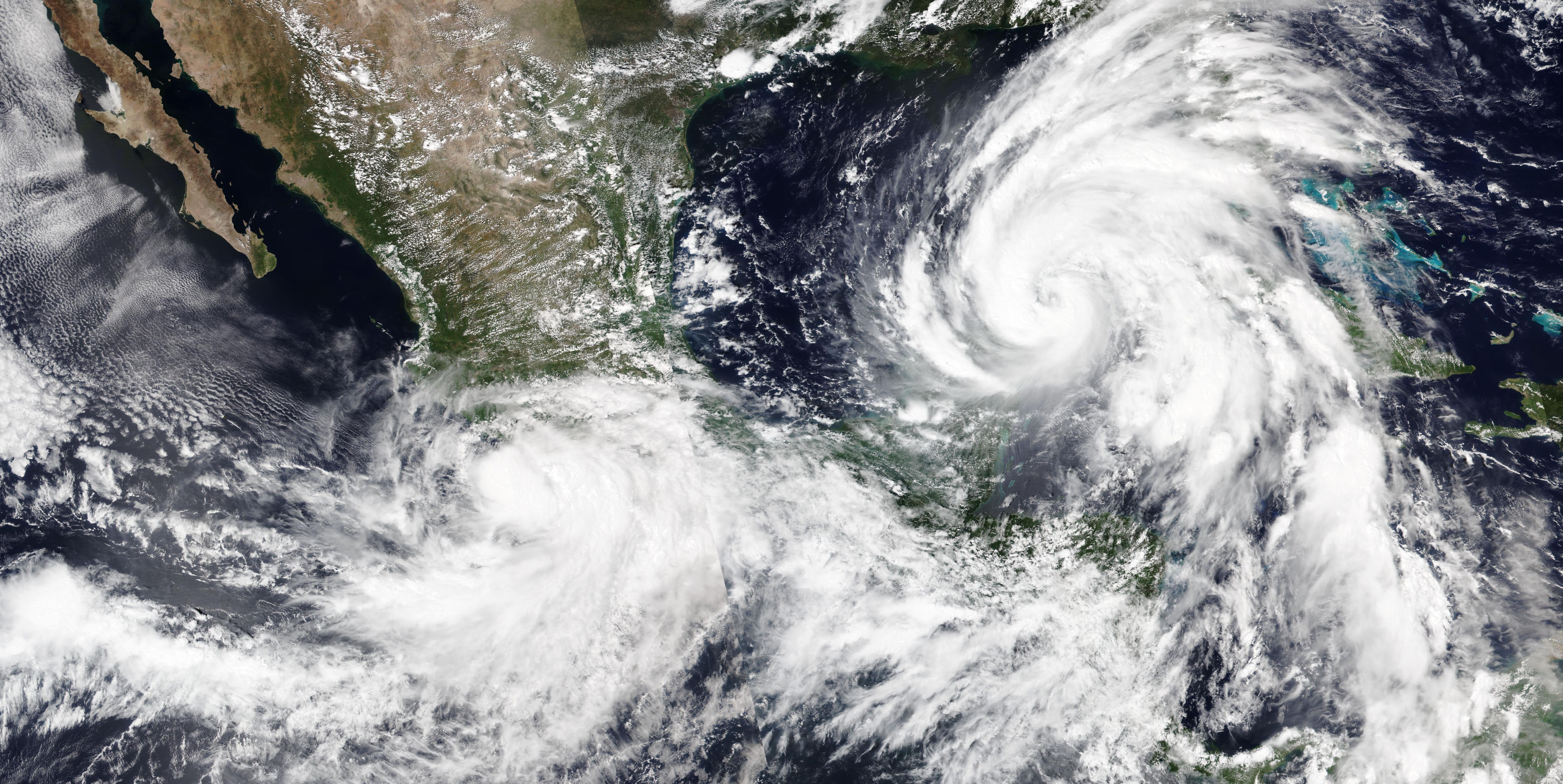
El Huracán Helene y la Tormenta Tropical John impactando México al mismo tiempo durante el 25 de septiembre.

Cancún y otros sectores aledaños recibieron 240 milímetros en acumulados de lluvia. Más de 120000 clientes, el 14% de toda la clientela de la Comisión Federal de Electricidad, se quedaron sin electricidad en Quintana Roo.Las severas inundaciones a causa del huracán cubrieron gran parte de la Isla Mujeres, logrando experimentar ráfagas de hasta 111 km/h (69 mph).Se notó un oleaje muy agitado en Cancún y Cozumel, que terminaron dañando el muro rompeolas en Cozumel e incrementó la erosión en las playas de Cancún.Los vuelos en el Aeropuerto Internacional de Cozumel se vieron aplazados a causa de la tormenta mientras que en el Aeropuerto internacional de Cancún se vio la cancelación o el aplazamiento de cien vuelos.Al mismo tiempo, solo ocurrieron atrasos menores en los vuelos del Aeropuerto Internacional de Mérida.Las compañías de aerolíneas más afectadas por Helene fueron Viva, Volaris y Aeroméxico.Se reportaron árboles caídos y techos dañados en distintos sectores de la Península de Yucatán.
Una explosión de gas ocurrió en Cancún durante el embate de Helene, pero no se reportaron víctimas fatales en México.

### El Caribe

#### Islas Caimán

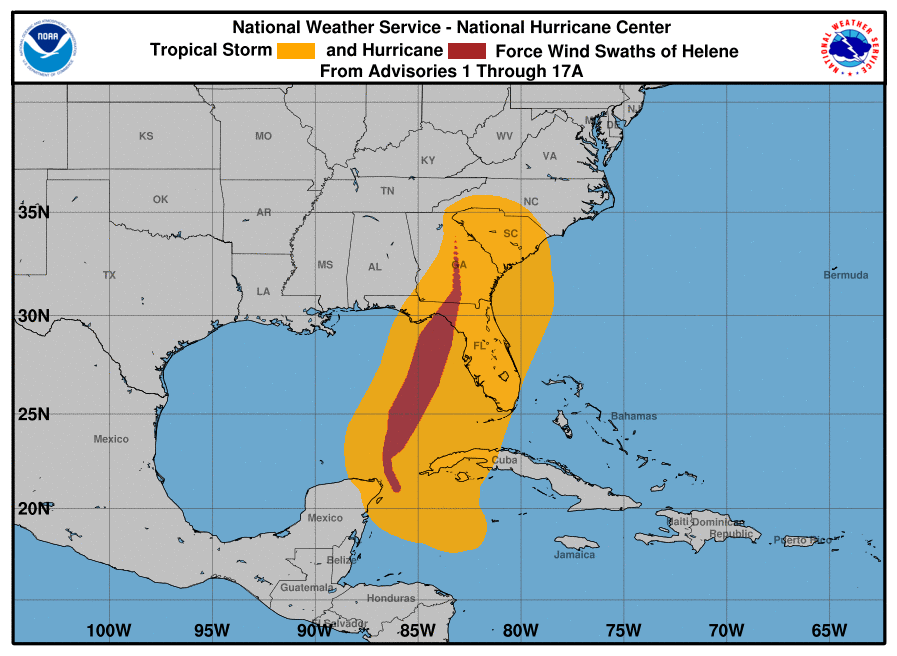
Un mapa indicando las zonas afectadas por los vientos del Huracán Helene; nótese que las áreas señaladas en rojo representan los vientos con fuerza de huracán mientras que las naranjas los vientos de tormenta tropical.

Más de 250 milímetros de lluvia cayeron sobre las Islas Caimán. Se produjeron lluvias torrenciales y gran oleaje afectando a las Islas Caimán el 24 de septiembre. Las carreteras en George Town se inundaron a causa de la tormenta, provocando catorce apagones y afectando a 118 clientes en Gran Caimán. El gobierno planeó comprar terrenos para distribuir el agua precedida por Helene. Luego del paso de la tormenta, Gran Caimán fue impactada por olas de hasta 1.5—2.1 metros en altura el 26 de septiembre.

#### Cuba
En Cuba se produjeron lluvias torrenciales, con acumulaciones registradas de hasta 218 milímetros de lluvia en la Presa Herradura y 186 milímetros en Palacios. En otras localidades como en Punta del Este e Isla de la Juventud recibieron 101 milímetros de lluvia, Paso Real de San Diego recibió 78 milímetros, Pinar del Río recibió 72 milímetros e Isabel Rubio recibió 70 milímetros. En la provincia de Pinar del Río, 17 de las 24 reservas de agua aumentaron su nivel. Además, el acceso vial quedó intransitable debido a las inundaciones causadas por Helene en El Palenque. Los vientos de la tormenta provocaron daños en la línea energética, causando que gran parte de la provincia, especialmente San Juan, Martínez, Guane, Mantua y Minas de Mata de Matahambre sufrieran apagones. Se registraron vientos huracanados en la provincia de Isla de la Juventud y Pinar del Río. En total, cerca de 70000 clientes experimentaron cortes eléctricos en Pinar del Río, siendo afectados otros 160000 habitantes en Artemisa. 

### Estados Unidos
| Estado              | Muertes | Daños (USD)         | Ref.                  |
| ------------------- | ------- | ------------------- | --------------------- |
| Florida             | 25      | $ 21.1 mil millones | [ 1 ] [ 104 ]         |
| Georgia             | 33      | $ 417 millones      | [ 105 ]               |
| Carolina del Sur    | 48      | Desconocido         | [ 1 ] [ 106 ] [ 107 ] |
| Carolina del Norte  | 70-119  | Desconocido         | [ 108 ] [ 107 ]       |
| Tennessee           | 13      | Desconocido         | [ 1 ] [ 109 ]         |
| Virginia            | 2       | Desconocido         | [ 1 ] [ 110 ] [ 111 ] |
| Virginia Occidental | 0       | Desconocido         |                       |
| Kentucky            | 0       | Desconocido         |                       |
| Ohio                | 0       | Desconocido         |                       |
| Indiana             | 1       | Desconocido         |                       |
| Illinois            | 0       | Desconocido         |                       |
| Total               | 241     | $ 27.5 mil millones |                       |

De acuerdo a la compañía aseguradora Gallagher Re, las pérdidas aseguradas podrían alcanzar hasta los 3—6 mil millones de dólares (2024 USD). Mientras que el AM estimó pérdidas de al menos 5 mil millones de dólares.Sin embargo, nuevas estimaciones hechas por Moody's Analytics valoran perdidas que podrían llegar hasta los 20—34 mil millones.Se estiman pérdidas de hasta 7 mil millones de dólares en el sector agrícola.
El 27 de septiembre, Delta Airlines dio exenciones de viaje a quienes sufrieron percances por las cancelaciones o retrasos de vuelos en el Aeropuerto Internacional de Atlanta, Hartsfield-Jackson. La aerolínea también estimó que podrían haber suspensiones de viajes programados debido a la fuerza del Huracán Helene, haciendo el espacio aéreo de la zona de impacto peligroso para volar. Se canceló el despegue de 171 vuelos desde y hacia el Hartsfield-Jackson, de los cuales muchos provenían desde el Aeropuerto Internacional Charlotte Douglas y del Aeropuerto Regional Augusta. Por otro lado, se aplazaron 489 vuelos con la mayor parte proviniendo del Aeropuerto Internacional de Tampa, el Aeropuerto Regional Augusta y el Aeropuerto Internacional de Jacksonville. Las principales aerolíneas que reportaron cancelaciones y retrasos incluyen a Delta Airlines, Frontier Airlines, Spirit Airlines, Wesjet Airlines, entre otras.

#### Florida
En la mañana del 26 de septiembre, miles experimentaron apagones.Se reportaron ráfagas de hasta 103 km/h en Fort Lauderdale y 108 km/h en Naples.La marejada ciclónica en Steinhatchee llegaron hasta 2.94 metros de altura, llegando hasta los 2.9 metros antes de que el medidor de profundidad dejara de funcionar, con una altura de hasta 2.19 metros en Tampa.Mientras que en Key West se experimentó una marejada que rondó entre los 0.30—0.91 metros de altura. Cerca de 1.3 millones de personas se quedaron sin electricidad en el estado.